# Paul Emile Nicolié

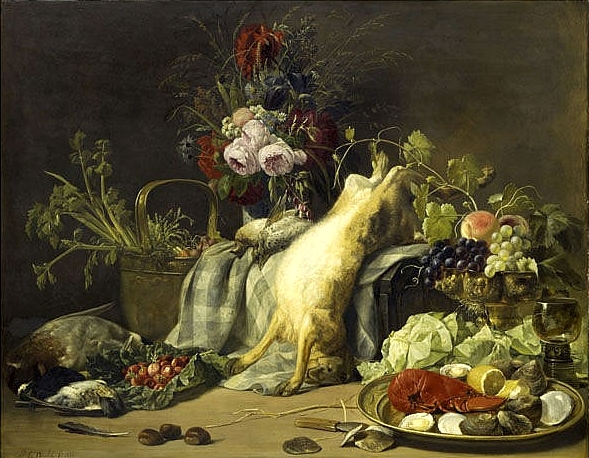
Olieverfschilderij op paneel

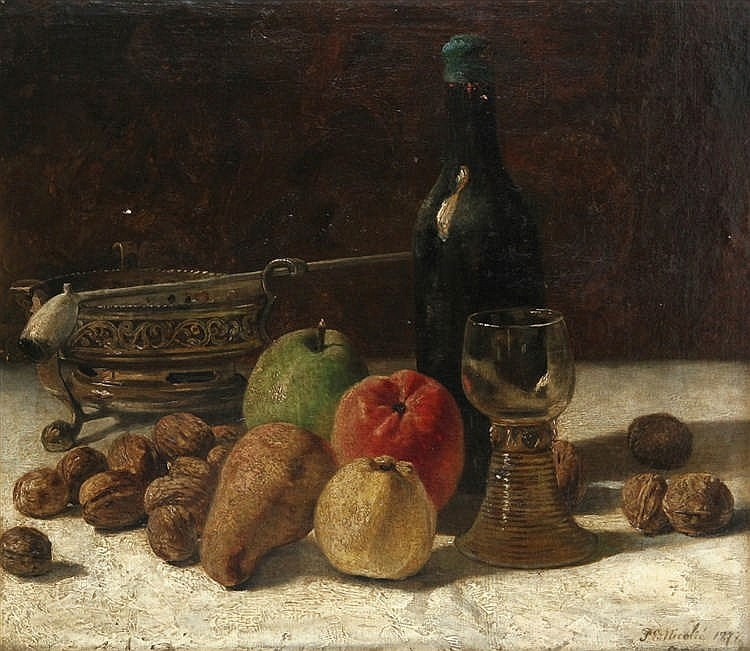
P. E. Nicolier, 1879/Anvers'

Paul Emile Nicolié (Antwerpen, 1828 – aldaar, 1894) was een Belgische kunstschilder behorend tot de Romantische School en kunsthandelaar.

## Levensloop
Nicolié was de zoon en leerling van Joseph-Chrétien Nicolié (1791-1854), een kunstschilder gespecialiseerd in kerkinterieurs.
Hij woonde in de Keizerstraat 8 in Antwerpen, waar hij zijn tentoonstellingen hield. Hij huwde op 30 september 1853 met Maria Francisca Aerde en op 1 juni 1875 met Elisabeth Vande Vloet.
Hij trad eveneens op als expert-restaurateur in het Koninklijk Museum voor Schone Kunsten van Antwerpen, waar hij ook betrokken was bij de restauratie van het schilderij  "Aanbidding door de koningen" van Peter Paul Rubens in 1888.
Zijn schilderijen behandelen meestal stillevens met bloemen en vruchten, jachttaferelen, jachtstillevens, rurale taferelen, genrewerken of havenzichten. Ze bevinden zich in grote mate in privébezit, maar ook in het Koninklijk Museum voor Schone Kunsten van Antwerpen en in het Amsterdamse Rijksmuseum (waar zijn geboortedatum verkeerdelijk als 1838 wordt vernoemd).
- RKD-Nederlands Instituut voor Kunstgeschiedenis: 59430
- Union List of Artist Names: 500159477
- Virtual International Authority File: 151177486